# Diodogorgia cervicornis
Diodogorgia cervicornis är en korallart som beskrevs av Kükenthal 1919. Diodogorgia cervicornis ingår i släktet Diodogorgia och familjen Anthothelidae. Inga underarter finns listade i Catalogue of Life.